# اریک دانتی
اریک دانتی (انگلیسی: Éric Danty؛ ۹ دسامبر ۱۹۴۷ – ۹ اکتبر ۲۰۲۰) بازیکن فوتبال اهل فرانسه بود.
از باشگاه‌هایی که در آن بازی کرده‌است می‌توان به باشگاه فوتبال سدان و باشگاه فوتبال استاد رنس اشاره کرد.